# Concarneau
Concarneau (Bretonă: Konk Kerne) este un oraș în vestul Franței, sub-prefectură a departamentului Finistère din regiunea Bretania.
1. ↑  French National Directory of Representatives, accesat în 15 martie 2019
2. ↑  répertoire géographique des communes, accesat în 26 octombrie 2015
3. ↑  dataset of postal codes in France, 1 octombrie 2018